# 陳瑊
陳瑊（1408年—1472年），字用璣，號慎獨，浙江台州府臨海縣人，明朝政治人物。

## 生平
陳瑊自小天分孤高，跟隨同鄉陳璲學習，為文雄深可傳，是宣德十年（1435年）乙卯科浙江鄉試第二名舉人，正統元年（1436年）丙辰科會試第九十名，二甲十一名進士，二年（1437年）授南京兵部車駕司主事，奏清恢復舊有各衛馬船差役，得兵部尚書徐晞重視，讓其處理重要事情，楊士奇路經南京，詢問賢能部下，各人都推舉陳瑊。
任滿九年後，繼任兵部尚書鄺埜以廉能推薦陳瑊陞兵部職方司郎中，通州遞運的河路距離驛站遙遠，他奉命把驛站遷近以便往來客使，當時雲南、貴州混亂，他兩次奉敕前往四川湖南，適逢藩兵有凶頑不服者，他就向靖遠伯王驥遷發金齒衛，以警戒餘眾，湖廣諸生繪圖賦詩贈與他，朝廷亦賞賜楮幣甫田。正統十四年（1449年）十二月於胡濙引薦下出為福建布政使司右參政，曾奏請建立六水寨、都指揮及指揮各一，準備器械、輪番出哨有聲息，互相策應，而平海衛指揮李某貪暴，他把對方發配甘肅充軍，部下刁蠻盜墓者解送北京，邊務肅清有賢能聲譽，天順二年（1458年）二月冠帶閒住，年六十六歲去世，著有《慎獨齋稿》、《元宵倡和集》。

## 家族
曾祖陳德源。祖父陳一元。父陳克銘。母陶氏。永感下。兄玉麟、性德、遇言。弟伍。娶姜氏。

## 引用
1. 1 2  民國《臨海縣志·卷二十·人物》：陳瑊，字用璣，號慎獨，古靈裔孫 謝鐸陳大參墓誌 ，自少天分孤高，從江右憲僉同里陳璲遊博學約取，為文雄深可傳，年二十有八以詩魁浙江 商輅陳大參壽藏記 ，中正統丙辰進士 舊志選舉 ；除南京駕部主事，各衛馬船差等不均，瑊奏復舊，尚書徐公偉之，凡撫案巡視重務悉委之，少師楊士奇過南都，詢屬官之賢者，眾以瑊首稱。既滿九載，尚書鄺埜以廉能薦陞兵部職方司郎中，通州遞運所去路河驛遠，奉遷近驛以便往來使客，時雲南麓川洎貴州草昧，瑊兩奉敕往四川湖南，會調藩兵間有凶頑不服者，請於靖遠伯王公驥遷發金齒衛，以警其餘，瑊掄選嚴統領智協將帥以法，楚府諸生繪圖賦詩贈之，兩次奉敕皆有楮幣甫田之賜。適虜寇侵邊甚急，部議以瑊才智傑出，差人馳驛取回，薦陞亞卿，安邊被讒不果，未幾少傅胡公慶薦參閩藩，奉敕督邊務，首革宿弊，奏請立六水寨、立都指揮及指揮各一多備器械，輪番出哨有聲息，互相策應；平海衛指揮李某貪暴，發甘肅充軍，其刁軍發塚通盜者解京，召募船隻違式者改正，瑊提武備邊務肅清，賢聲四聞，年四十五還台養疴 商記 ，卒年六十六歲，著有《慎獨齋稿》、《元宵倡和集》 謝誌 。
2. ↑  民國《臨海縣志·卷十七·選舉》：（宣德）十年乙卯科（舉人）……陳瑊 進士……正統元年周旋榜（進士）……陳瑊 有傳
3. ↑  《明英宗睿皇帝實錄·卷三十一》：（正統二年六月）丁卯擢……，陳瑊、李同仁、齊汪、黃輿、逯端行在兵部主事……
4. ↑  《明英宗睿皇帝實錄·卷一百八十六·廢帝郕戾王附錄第四》：（正統十四年十二月）庚午陞兵部郎中陳瑊為福建布政司右參政……
5. ↑  《明英宗睿皇帝實錄·卷二百八十七》：（天順二年二月）壬寅命福建右參政陳瑊冠帶閒住，以巡撫官考其善政無聞也。
6. ↑  《正統元年丙辰科進士登科錄》